# Girma Wolde Giorgis
Girma Wolde Giorgis (Addis Abeba, 28 dicembre 1924 – Addis Abeba, 15 dicembre 2018) è stato un politico etiope, quinto Presidente della Repubblica federale democratica dell'Etiopia dal 2001 al 2013.
È stato eletto l'8 ottobre 2001 con una decisione a sorpresa all'unanimità dal Parlamento etiope. La presidenza dell'Etiopia è una carica in gran parte simbolica con poteri limitati. I Presidenti rimangono in carica per un mandato di sei anni.
Girma Wolde-Giorgis fa parte della nazione etnica dell'Etiopia Oromo. È sposato ed ha cinque figli.
Girma frequentò prima la scuola della Chiesa ortodossa etiope ed in seguito la Teferi Mekonnen School di Addis Abeba, dove continuò la sua istruzione durante la dominazione italiana. Successivamente studiò alla scuola italiana Principe di Piemonte di Addis Abeba.
Tra il 1950 ed il 1952 ottenne diplomi di management (nei Paesi Bassi), in Gestione del traffico aereo (in Svezia) ed in Controllo del traffico aereo (in Canada) nell'ambito di un programma di addestramento sponsorizzato dall'Organizzazione Internazionale dell'Aviazione Civile.

## Carriera
- nel 1941 fu arruolato nell'Ethiopian Military Radio Communication organizzato dal Regno Unito
- nel 1944 si diplomò alla Genet Military School come sottotenente
- entrò in Aviazione nel 1946 e frequentò alcuni corsi di gestione dell'aria
- diventò assistente del corso di Navigazione aerea e Controllo del volo nel 1948
- diventò capo dell'Aviazione Civile dell'Eritrea nel 1955 (l'Eritrea, allora, era federata con l'Etiopia sotto Hailé Selassié)
- divenne direttore generale dell'Autorità per l'aviazione civile dell'Etiopia nel 1957 e fu membro del direttivo dell'Ethiopian Airlines nello stesso periodo.
- divenne direttore generale del Ministero del Commercio, dell'Industria e della Pianificazione quando questo fu creato nel 1951
- divenne deputato nel 1961
- fu eletto Presidente del Parlamento per tre anni consecutivi
- aiutò a vincere un seggio per il Parlamento Etiope nell'Unione interparlamentare (IPU) e partecipò alle conferenze dell'IPU in Svizzera, Danimarca ed ex-Jugoslavia e fu eletto vice presidente del 52º meeting dell'IPU.
- fu dirigente dell'Import and Export Enterprise (IMPEX).
- fu vice commissario del programma di pace sviluppato nel 1977 dal governo militare provvisorio dell'Etiopia (Derg) per risolvere pacificamente il problema eritreo.
- divenne deputato della Repubblica Democratica Federale dell'Etiopia (FDRE) dopo aver vinto nel collegio del woreda di Becho, nella zona di Mirab Shewa dello Stato di Oromia, come candidato indipendente nel secondo turno delle elezioni del 2000.

## Onorificenze
Girma Wolde-Giorgis ha ricevuto diversi riconoscimenti per iniziative umanitarie. Nell'ottobre del 2004 ricevette una medaglia dell'UNAIDS per i suoi notevoli contributi.

## Esperienze in ruoli non governativi
Tra il 1965 ed il 1974
- Membro del direttivo della Camera di commercio etiope
- Rappresentante della Missione commerciale australiana in Etiopia
- Fondatore e direttore dell'Associazione agricola Ghibe
- Fondatore e direttore dell'Industria di processamento del legname di Keffa e Illubabor

In Eritrea prima del 1990
- Presidente della sezione eritrea dell'Ethiopian Red Cross Society, ad Asmara
- Presidente del direttivo della Cheshire Home
- Direttore dell'Organizzazione per il controllo della lebbra

Dopo il ritorno in Etiopia nel 1990, fece parte del direttivo dell'Ethiopian Red Cross Society e ne fu Capo del Dipartimento di logistica internazionale.
Creò un'associazione di protezione ambientale chiamata 'Lem Ethiopia' nel 1991 e tuttora è vice presidente del direttivo.
Girma Woldegiorgis parla correntemente molte lingue: Afan Oromo (Oromiffa), amarico, tigrino, italiano, inglese e francese.